# Musée national du Danemark
Le Musée national du Danemark (en danois : Nationalmuseet) est un musée de préhistoire, d'archéologie et d'histoire du Danemark situé au centre de Copenhague, capitale du Danemark. Cet important musée détient la majeure partie des vestiges anciens du pays et quelques collections d'antiquités étrangères.

## Bâtiment
Le Musée national du Danemark est logé dans le palais du Prince, une ancienne résidence royale, qui fut construite entre 1743 et 1744 par Nicolai Eigtved pour le futur roi du Danemark Frédéric V.

## Collections
Le musée est constitué de plusieurs départements spécialisés :
- Préhistoire et Antiquité danoises
- Moyen-Âge au Danemark (dont les Vikings)
- Renaissance au Danemark
- Histoire moderne du Danemark (1660-2000)
- Antiquités égypto-gréco-romaines
- Peuples de la Terre (ethnographie)
- Trésor ethnographique
- Monnaies et médailles (numismatique)
- Musée des enfants

Parmi les objets présentés au public figurent le chaudron de Gundestrup, la pierre runique de Kingigtorssuaq, le vase de Skarpsalling, la femme d'Huldremose, le char de Dejbjerg et le char solaire de Trundholm. C'est également dans ce musée que sont exposés (et qu'ont été analysés) les objets trouvés dans la tombe de la fille d'Egtved.

## Autres espaces
Le musée abrite un département pédagogique pour les enfants et accueille des expositions temporaires. Il détient d'importantes archives.

## Galerie

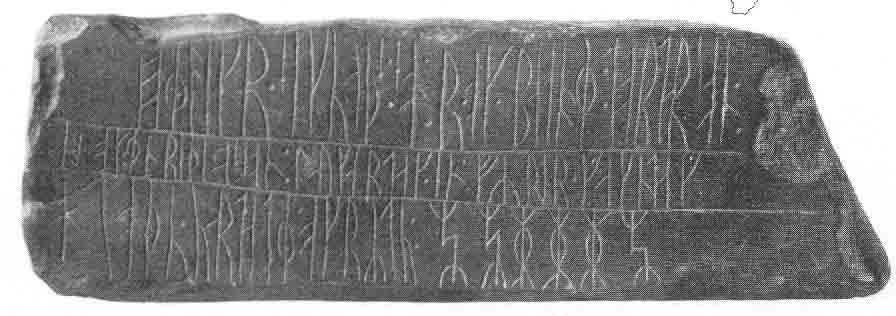
Pierre runique de Kingigtorssuaq
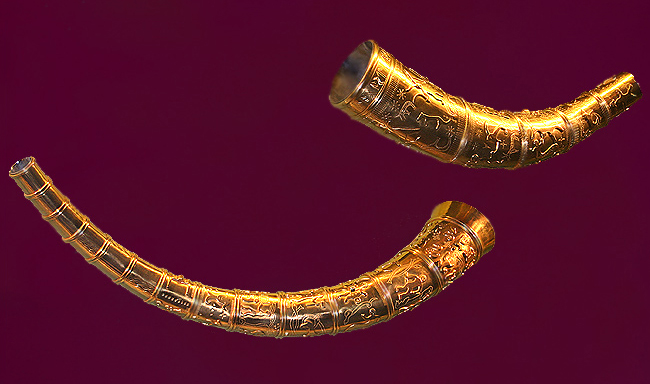
Cornes d'or de Gallehus
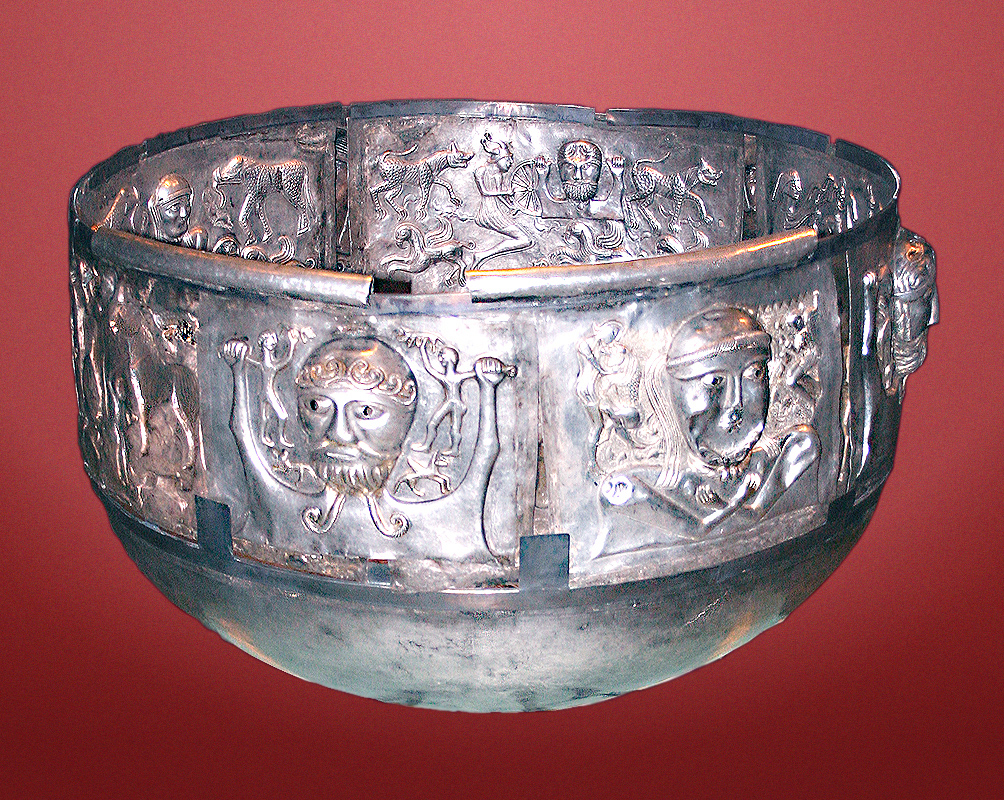
Chaudron de Gundestrup
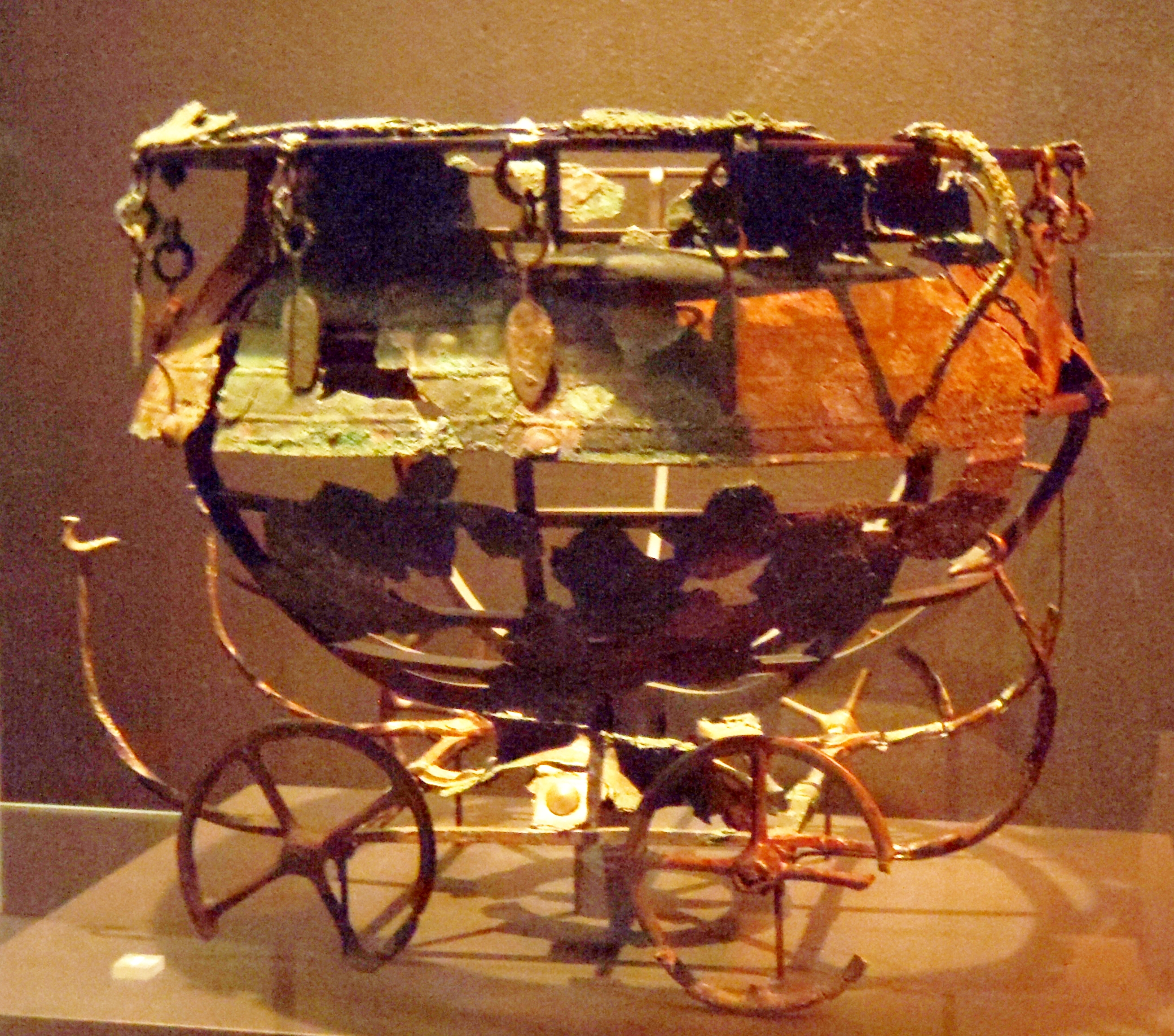
Bouilloire de Skallerup (da) (Âge du bronze)
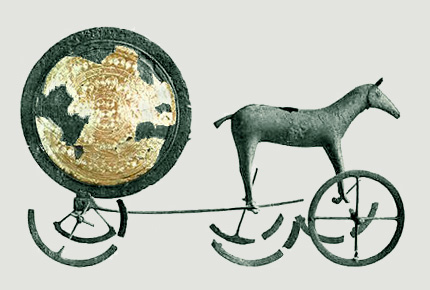
Char solaire de Trundholm
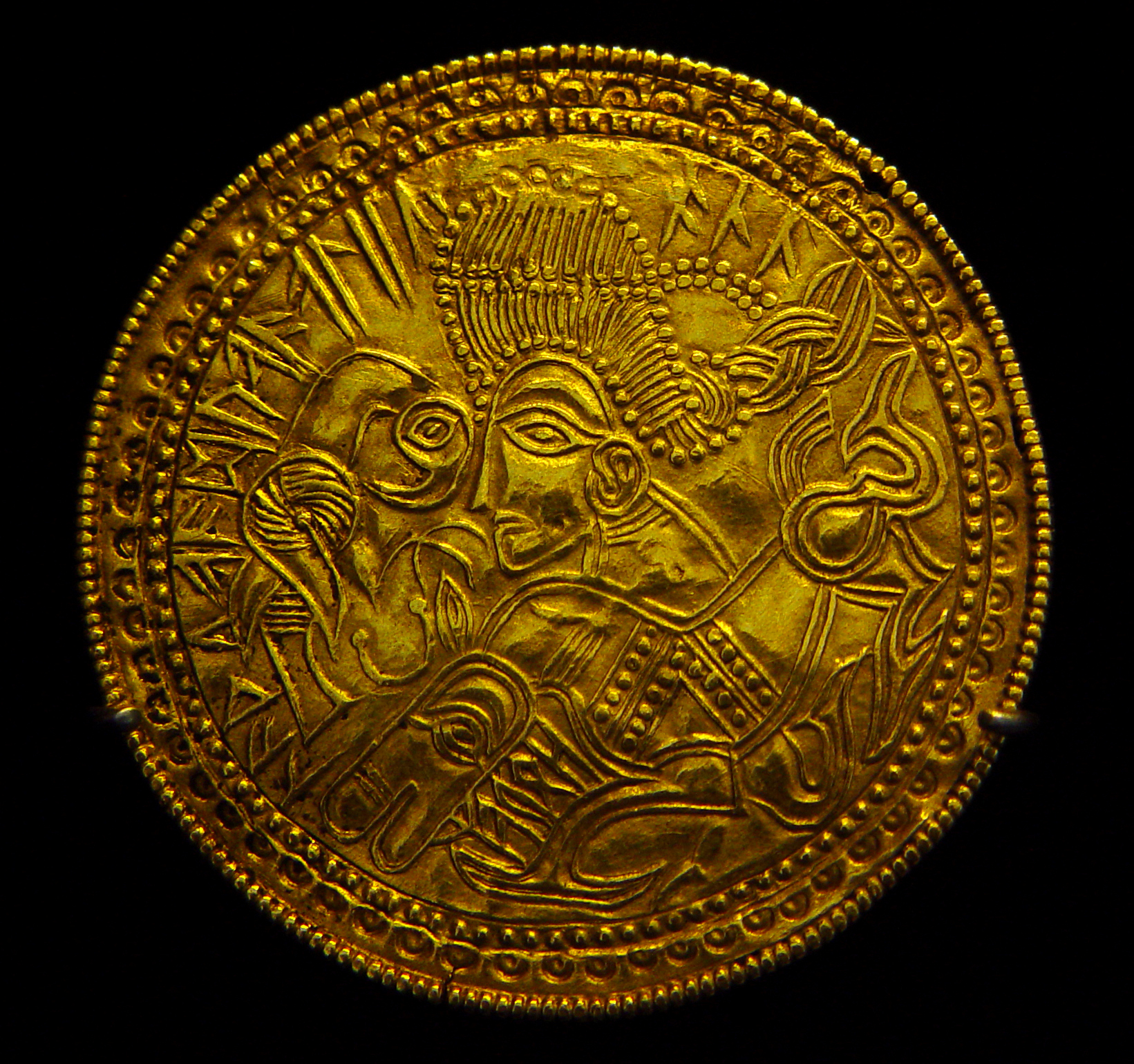
Bractéate danois
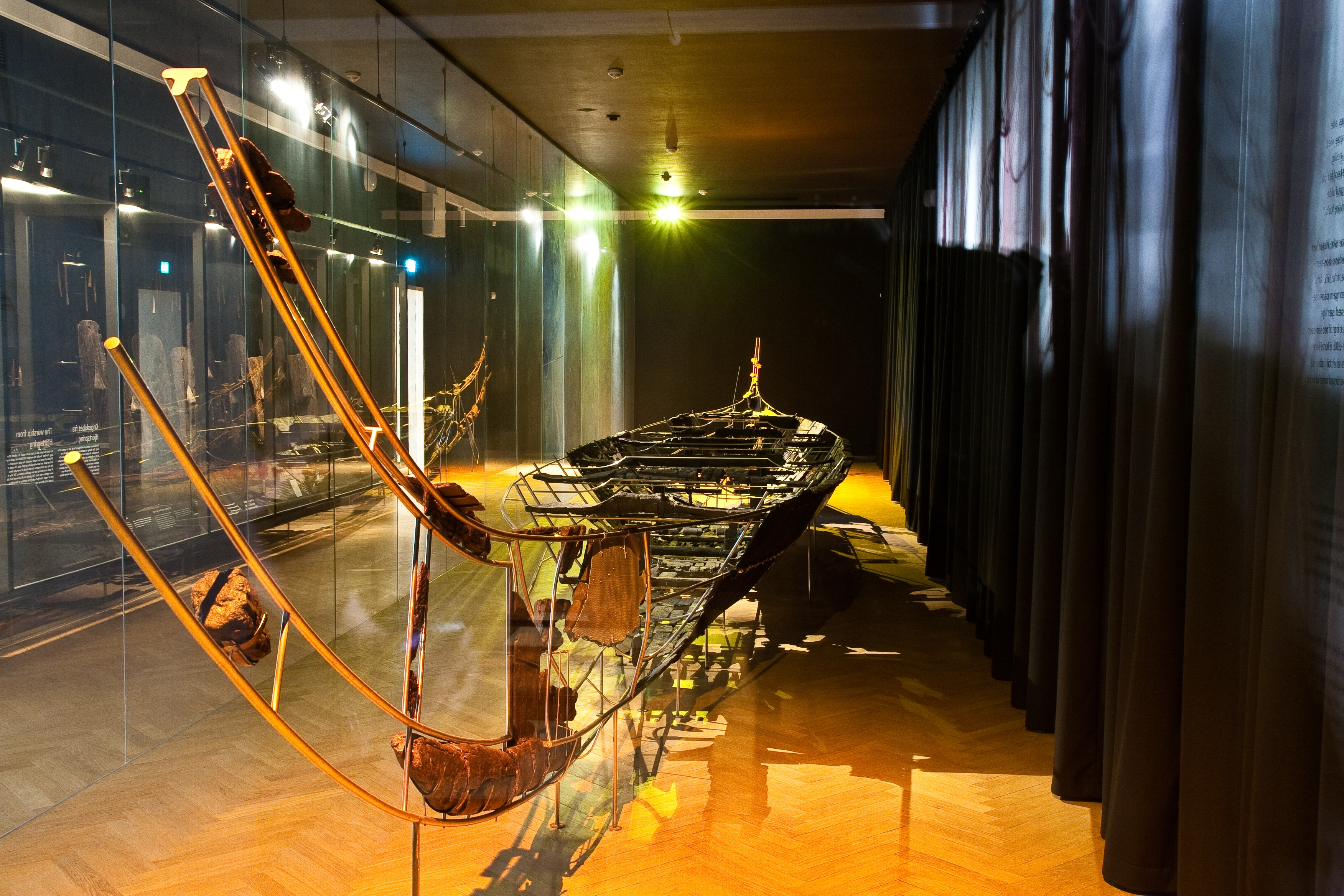
Bateau de Hjortspring (Âge du fer)
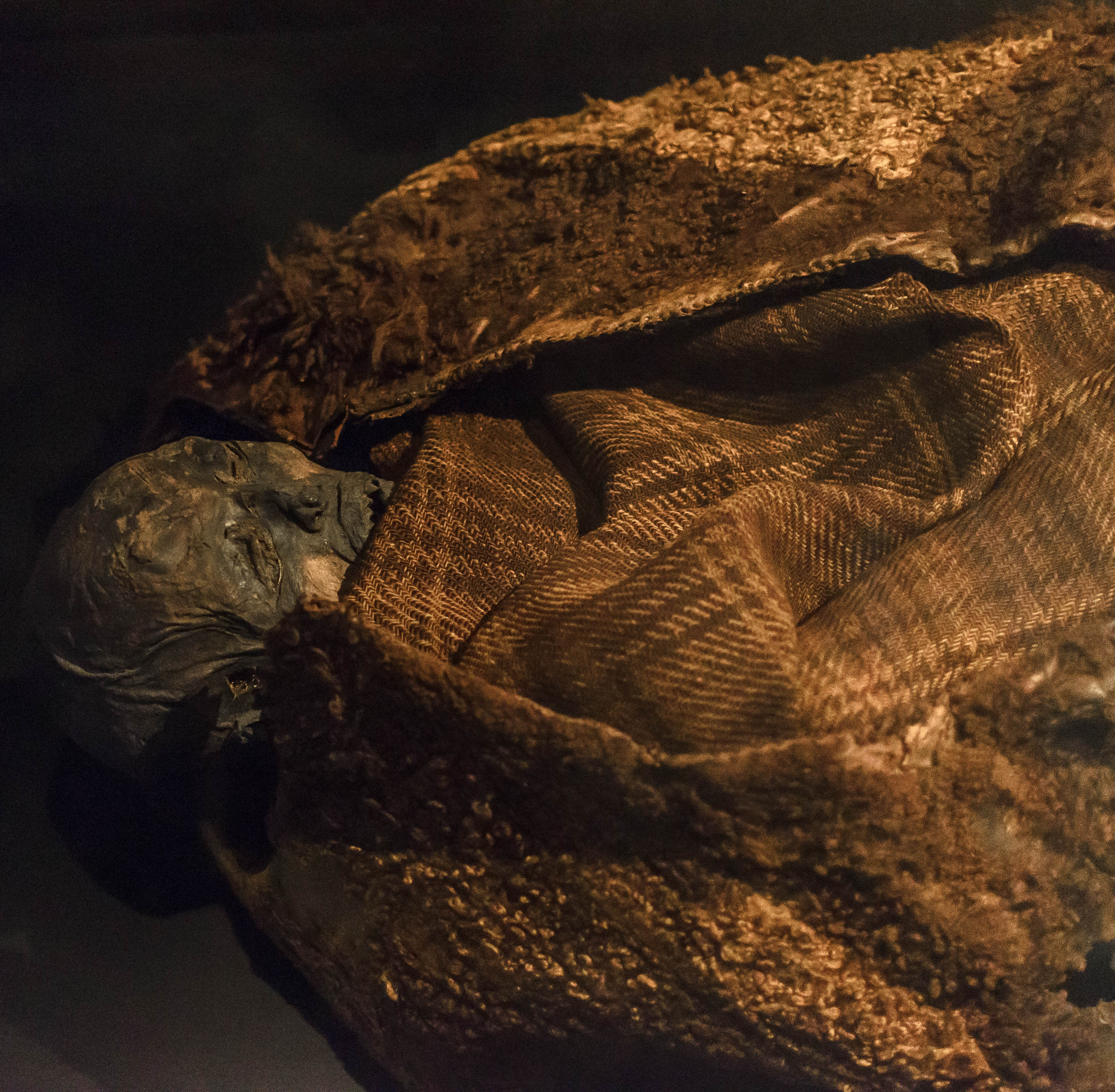
La femme d'Huldremose, découverte en 1879 dans une tourbière, près de Ramten (Danemark)
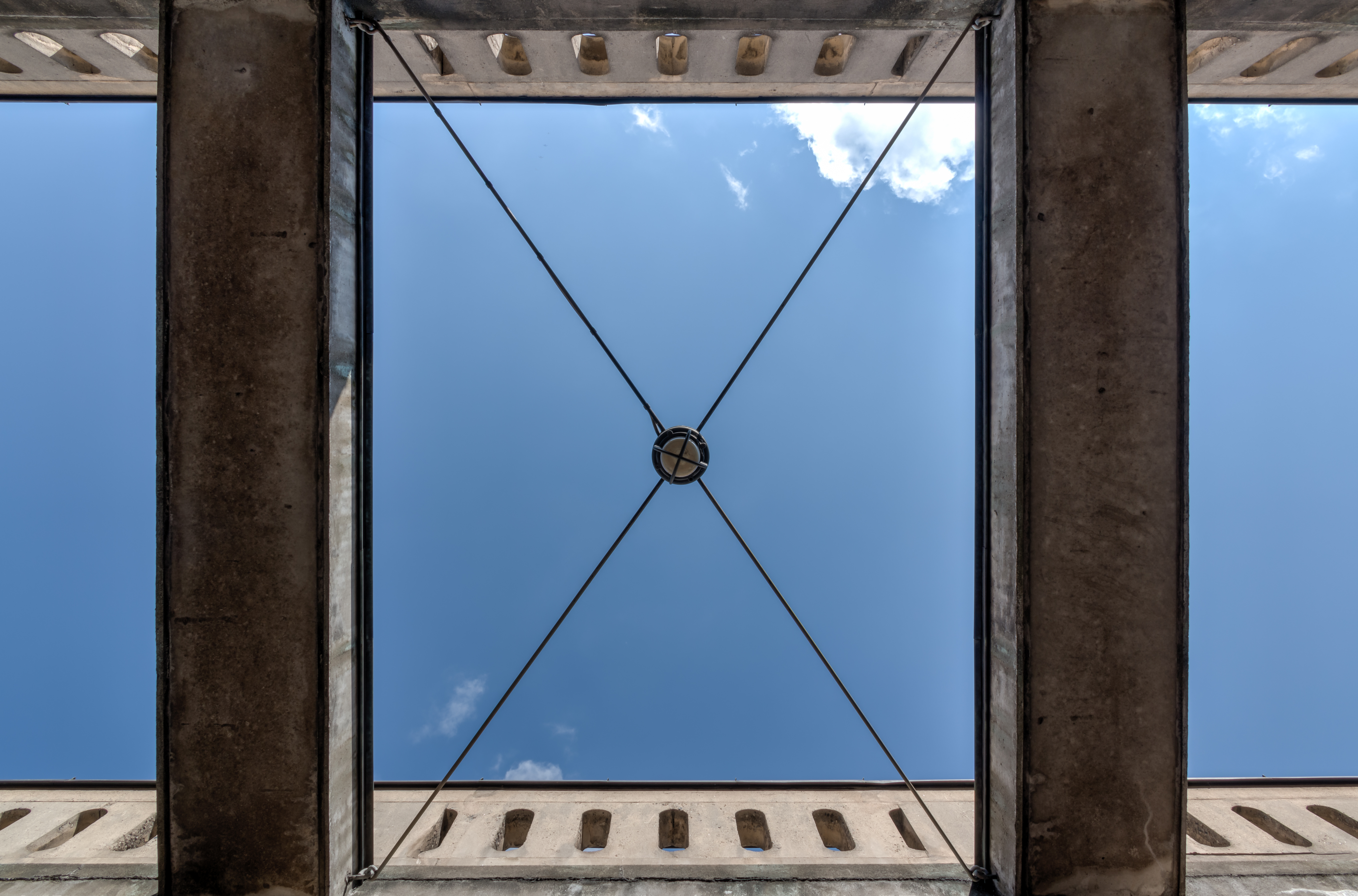
Une arcade du musée

## Autres établissements
Par ailleurs, le Musée national rassemble plusieurs établissements affiliés :
- Palais de Christiansborg (Copenhague)
- Maison victorienne (Copenhague)
- Petit Moulin (Copenhague)
- Château de Liselund
- Musée en plein-air
- Musée de la Guerre
- Musée de la Marine
- Musée de la Musique
- Musée de l'Industrie
- Musée des Pierres de Jelling
- Musée de la Résistance (Copenhague)
- Musée du camp de Frøslev